# Jacques Besson (Ingenieur)
Jacques Besson (* um 1540 in Grenoble; † um 1573 in Orléans) war ein französischer Mathematiker und Ingenieur.

## Leben

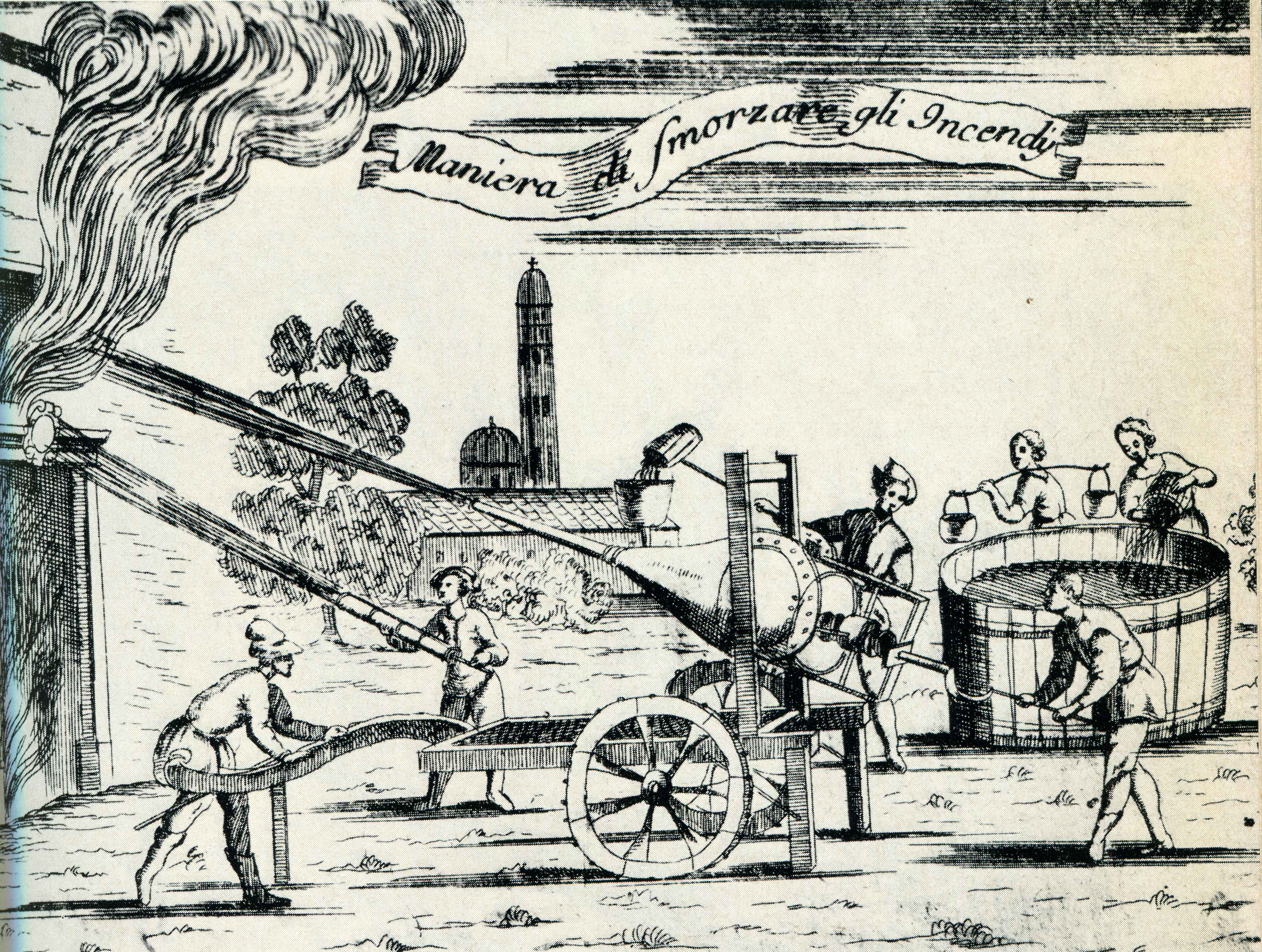
1578: Die Feuerspritze des Mathematikers Besson in Aktion

1578 Frühe Form der Drehbank von Jacques Besson

Besson unterrichtete 1564–1567 Mathematik in Lyon und Orléans. Zu dieser Zeit traf er auch König Karl IX. und stellte ihm seine Erfindungen vor. Seit 1569 war er als Ingenieur in Diensten von König Karl IX. tätig.
1568 erfand er die erste Gewindeschneidmaschine. Später erfand und erbaute er eine Feuerspritze. Er verfasste mit Theatrum instrumentorum et machinarum (1578) das erste Buch der Neuzeit über Maschinentechnik.
Ihm zu Ehren trägt der Besson Rock in der Antarktis seinen Namen.

## Werke
Theatrum instrumentorum et machinarum Iacobi Bessoni Delphinatis, Mathematici ingeniosissimi. 1578 (Digitalisat in der Google-Buchsuche)